# کلترینا بیقکاج
کلترینا بیقکاج (انگلیسی: Kaltrina Biqkaj؛ زادهٔ ۵ اوت ۲۰۰۰) بازیکن فوتبال اهل کوزوو است.
وی همچنین در تیم ملی فوتبال Kosovo بازی کرده‌است.